# Új-zélandi labdarúgó-válogatott
Az új-zélandi labdarúgó-válogatott (Maori nyelven: Tīma hoka a-motu o Aotearoa) Új-Zéland nemzeti csapata, amelyet az új-zélandi labdarúgó-szövetség (angolul: New Zealand Football) irányít. Becenevük All Whites (Ōmā).
Új-Zéland tradicionálisan Óceánia egyik legerősebb és legeredményesebb csapata. Az OFC-nemzetek kupáját öt (1973, 1998, 2002, 2008, 2016) alkalommal nyerték meg. Kétszer jutottak ki a világbajnokságra, 1982-ben és 2010-ben. Négyszer szerepeltek a konföderációs kupán is, ahol egyszer sem sikerült továbbjutniuk a csoportkörből.

## Történelem
Új-Zéland első mérkőzését 1904. július 23-án játszotta Új-Dél-Wales csapata ellen és egy góllal kikapott. Hét nappal később ugyanebben a párosításban 3–3-as döntetlen született Wellingtonban. Egy évvel később ausztrál körútra indultak, melynek során több mérkőzést is játszottak regionális ausztrál csapatok ellen.  
Az Új-zélandi labdarúgó-válogatott első hivatalos mérkőzését 1922. június 17-én Dunedinben játszotta Ausztrália ellen. A találkozó 3–1-es új-zélandi győzelemmel zárult. 1927-ben Kanada volt a következő ellenfél és négy mérkőzést is játszottak a felek.
Új-Zéland 1966-ban az Óceániai Labdarúgó-szövetség (OFC) egyik alapító tagja volt.

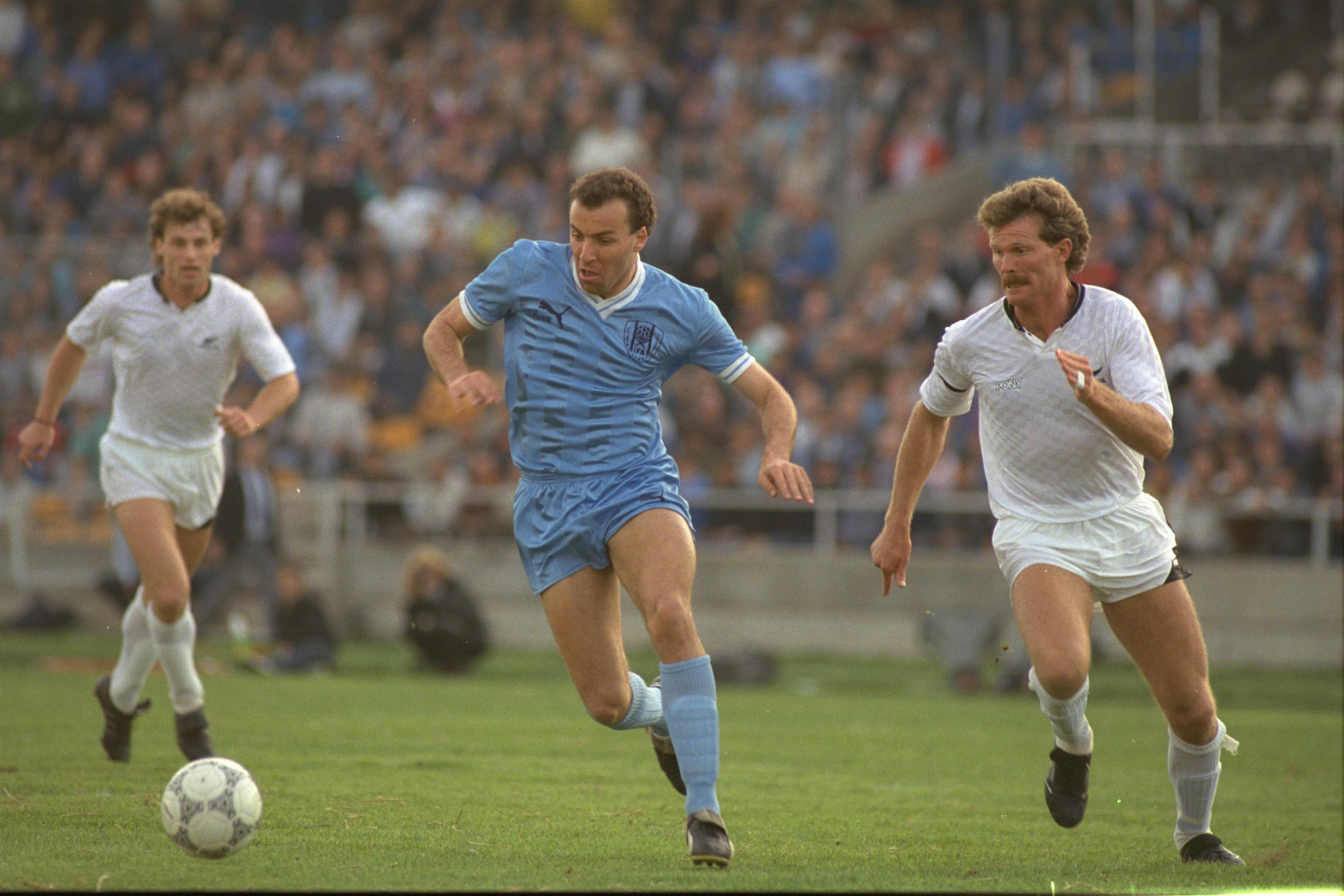
Új-Zéland Izrael ellen játszik az 1990-es világbajnokság selejtezőiben

1973-ban Új-Zéland adott otthont az első ízben megrendezett OFC-nemzetek kupájának, amit meg is nyert. Ausztrália nem vett részt a tornán. 1982-ben kijutottak történetük első világbajnokságára. A spanyolországi tornán a 6. csoportba kerültek Brazília, Skócia és a Szovjetunió mellé. A tornát három vereséggel zárták, Skóciától 5–2-re, a Szovjetuniótól 3–0-ra, Brazíliától 4–0-ra kaptak ki.
1998-ban történetük második OFC-nemzetek kupája serlegét szerezték, miután Ausztráliát legyőzték 1–0-ra a döntőben. Ennek eredményeként részt vehettek a Mexikóban rendezett 1999-es konföderációs kupán, ahol a csoportkörben az Egyesült Államoktól 2–1-re, Németországtól és Brazíliától 2–0-ra kaptak ki. 2002-ben ismét megszerezték az OFC-tornagyőzelmet és ezúttal is 1–0-ra győzték le Ausztráliát győzték a döntőben. A 2002-es világbajnokság-selejtezőiben veretlenül megnyerték a csoportjukat, azonban az ausztrálokkal szemben 6–1-es összesítésben alul maradtak. A 2003-as konföderációs kupán Japántól 3–0, Kolumbiától 3–1, a házigazda Franciaországtól pedig 5–0 arányban kaptak ki. A 2004-es OFC-nemzetek kupáján a bronzérmet szerezték meg, a 2008-as tornát viszont megnyerték. Ez egyben a 2010-es világbajnokság selejtezője is volt és pótselejtezőt játszottak a vb-részvételért az ázsiai zónából érkező Bahrein ellen. Részt vettek a 2009-es konföderációs kupán, ahol két vereséggel és egy döntetlennel zárták a tornát. 2009 novemberében hazai pályán Rory Fallon góljával 1–0-ra verték Bahreint és kijutottak történetük második világbajnokságára. A 2010-es dél-afrikai tornán az F csoportba kerültek, a világbajnoki címvédő Olaszország, Paraguay és Szlovákia szerepelt még a csoportban. Szlovákia ellen kezdték a tornát és Winston Reid góljával a 93. percben mentették döntetlenre az találkozót. Ezt követte az Olaszország elleni mérkőzést, ahol Shane Smeltz góljával az új-zélandiak megszerezték a vezetést, a vége azonban 1–1 lett. A Paraguay elleni harmadik csoportmérkőzésen 0–0-ás döntetlen született. Új-Zéland három ponttal, veretlenül a csoport harmadik helyén végzett, megelőzve a két pontos Olaszországot. Korábban három olyan együttes volt a világbajnokságok történetében, amelyik ugyan nem szenvedett vereséget, de mégse jutott tovább a csoportjából. 1974-ben Skócia (1 győzelem, 2 döntetlen), 1982-ben Kamerun (3 döntetlen), 1998-ban Belgium (3 döntetlen) járt hasonlóan.

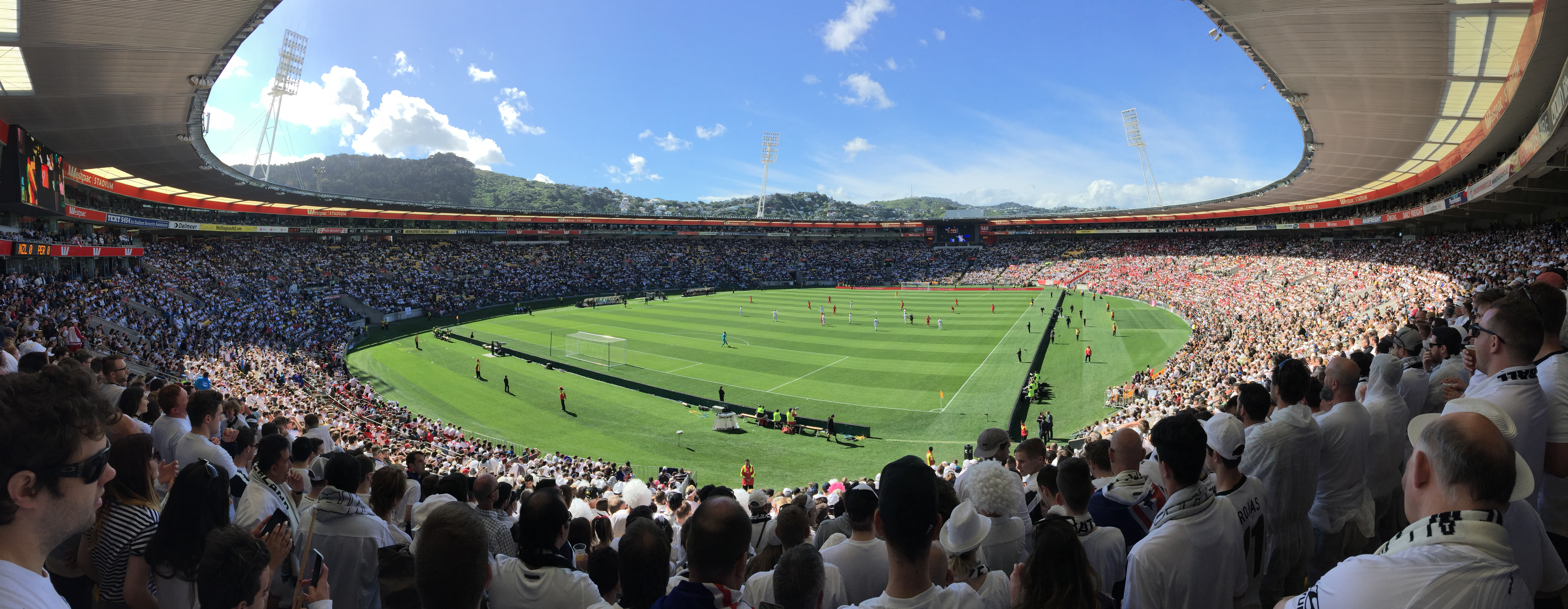
Új-Zéland-Peru vb-pótselejtező Wellingtonban 2017. november 11-én

A Salamon-szigeteken rendezett 2012-es OFC-nemzetek kupáján nem jutottak a döntőbe, mert az elődöntőben 2–0-ra kikaptak Új-Kaledónia csapatától. A bronzmérkőzésen 4–3-ra legyőzték a Salamon-szigeteket. A 2014-es világbajnokságról lemaradtak, miután 5–1-es és 4–2-es vereséget szenvedtek Mexikó ellen az interkontinentális pótselejtezőn. 2014 augusztusában Anthony Hudsont nevezték ki a szövetségi kapitányi posztra. Első mérkőzésén 3–1-es vereséget szenvedtek Üzbegisztán ellen. A 2015-ös évben mindössze három mérkőzést játszott az új-zélandi válogatott. A 2016-os OFC-nemzetek kupáján négy mérkőzést nyertek és bejutottak a döntőbe, ahol Pápua Új-Guineát 0–0-ás döntetlent követően tizenegyesekkel győzték le 4–2 arányban. Ez volt az ötödik tornagyőzelmük, amivel abszolút rekordernek számítanak az óceániai térségben. Részvételi jogot szereztek a 2017-es konföderációs kupára, ahol azonban három vereséggel zárták a tornát. Oroszországtól 2–0-ra, Mexikótól 2–1-re, Portugáliától pedig 4–0-ra kaptak ki. 2017 szeptemberében 8–3-as összesítésben megverték a Salamon-szigeteket és interkontinentális pótselejtezőt játszhattak a 2018-as világbajnokságért. A pótselejtezőben Peruval találkoztak és az első találkozón Wellingtonban 0–0-ás döntetlenre végeztek a felek. A limai visszavágón 2–0-ás perui győzelem született, így a dél-amerikai csapat utazhatott az Oroszországban rendezett világbajnokságra. A 2020-as OFC-nemzetek kupáját Új-Zélandon rendezték volna, de a Covid-járvány miatt elmaradt a torna. A 2022-es világbajnokság selejtezőiben Pápua Új-Guineát 1–0-ra, a Fidzsi-szigeteket 4–0-ra, Új-Kaledóniát 7–1-re verték és a B csoport élén végeztek. Az elődöntőben Tahiti 1–0-ra, a döntőben a Salamon-szigeteket győzték le 5–0-ra. Intekontinentális pótselejtezőt játszhattak a CONCACAF-zóna negyedik helyén végző Costa Ricával. Egyetlen mérkőzés döntött a világbajnoki helyről és azt Costa Rica nyerte 1–0-ra és jutott ki a katari világbajnokságra.

## Nemzetközi eredmények
OFC-nemzetek kupája
- Aranyérmes: 5 alkalommal (1973, 1998, 2002, 2008, 2016)
- Ezüstérmes: 1 alkalommal (2000)
- Bronzérmes: 3 alkalommal (1996,2004, 2012)

### Világbajnoki szereplés
| Év       | Eredmény             | Hely                 | M                    | Gy                   | D                    | V                    | Rg                   | Kg                   |
| -------- | -------------------- | -------------------- | -------------------- | -------------------- | -------------------- | -------------------- | -------------------- | -------------------- |
| 1930     | Nem tagja a FIFA-nak | Nem tagja a FIFA-nak | Nem tagja a FIFA-nak | Nem tagja a FIFA-nak | Nem tagja a FIFA-nak | Nem tagja a FIFA-nak | Nem tagja a FIFA-nak | Nem tagja a FIFA-nak |
| 1934     | Nem tagja a FIFA-nak | Nem tagja a FIFA-nak | Nem tagja a FIFA-nak | Nem tagja a FIFA-nak | Nem tagja a FIFA-nak | Nem tagja a FIFA-nak | Nem tagja a FIFA-nak | Nem tagja a FIFA-nak |
| 1938     | Nem tagja a FIFA-nak | Nem tagja a FIFA-nak | Nem tagja a FIFA-nak | Nem tagja a FIFA-nak | Nem tagja a FIFA-nak | Nem tagja a FIFA-nak | Nem tagja a FIFA-nak | Nem tagja a FIFA-nak |
| 1950     | Nem indult           | Nem indult           | Nem indult           | Nem indult           | Nem indult           | Nem indult           | Nem indult           | Nem indult           |
| 1954     | Nem indult           | Nem indult           | Nem indult           | Nem indult           | Nem indult           | Nem indult           | Nem indult           | Nem indult           |
| 1958     | Nem indult           | Nem indult           | Nem indult           | Nem indult           | Nem indult           | Nem indult           | Nem indult           | Nem indult           |
| 1962     | Nem indult           | Nem indult           | Nem indult           | Nem indult           | Nem indult           | Nem indult           | Nem indult           | Nem indult           |
| 1966     | Nem indult           | Nem indult           | Nem indult           | Nem indult           | Nem indult           | Nem indult           | Nem indult           | Nem indult           |
| 1970     | Nem jutott be        | Nem jutott be        | Nem jutott be        | Nem jutott be        | Nem jutott be        | Nem jutott be        | Nem jutott be        | Nem jutott be        |
| 1974     | Nem jutott be        | Nem jutott be        | Nem jutott be        | Nem jutott be        | Nem jutott be        | Nem jutott be        | Nem jutott be        | Nem jutott be        |
| 1978     | Nem jutott be        | Nem jutott be        | Nem jutott be        | Nem jutott be        | Nem jutott be        | Nem jutott be        | Nem jutott be        | Nem jutott be        |
| 1982     | Csoportkör           | 23.                  | 3                    | 0                    | 0                    | 3                    | 2                    | 12                   |
| 1986     | Nem jutott be        | Nem jutott be        | Nem jutott be        | Nem jutott be        | Nem jutott be        | Nem jutott be        | Nem jutott be        | Nem jutott be        |
| 1990     | Nem jutott be        | Nem jutott be        | Nem jutott be        | Nem jutott be        | Nem jutott be        | Nem jutott be        | Nem jutott be        | Nem jutott be        |
| 1994     | Nem jutott be        | Nem jutott be        | Nem jutott be        | Nem jutott be        | Nem jutott be        | Nem jutott be        | Nem jutott be        | Nem jutott be        |
| 1998     | Nem jutott be        | Nem jutott be        | Nem jutott be        | Nem jutott be        | Nem jutott be        | Nem jutott be        | Nem jutott be        | Nem jutott be        |
| 2002     | Nem jutott be        | Nem jutott be        | Nem jutott be        | Nem jutott be        | Nem jutott be        | Nem jutott be        | Nem jutott be        | Nem jutott be        |
| 2006     | Nem jutott be        | Nem jutott be        | Nem jutott be        | Nem jutott be        | Nem jutott be        | Nem jutott be        | Nem jutott be        | Nem jutott be        |
| 2010     | Csoportkör           | 22.                  | 3                    | 0                    | 3                    | 0                    | 2                    | 2                    |
| 2014     | Nem jutott be        | Nem jutott be        | Nem jutott be        | Nem jutott be        | Nem jutott be        | Nem jutott be        | Nem jutott be        | Nem jutott be        |
| 2018     | Nem jutott be        | Nem jutott be        | Nem jutott be        | Nem jutott be        | Nem jutott be        | Nem jutott be        | Nem jutott be        | Nem jutott be        |
| 2022     | Nem jutott be        | Nem jutott be        | Nem jutott be        | Nem jutott be        | Nem jutott be        | Nem jutott be        | Nem jutott be        | Nem jutott be        |
| Összesen | Csoportkör           | 2/21                 | 6                    | 0                    | 3                    | 3                    | 4                    | 14                   |

### Konföderációs kupa-szereplés
| Év       | Eredmény                          | Hely                              | M                                 | Gy                                | D                                 | V                                 | Rg                                | Kg                                |
| -------- | --------------------------------- | --------------------------------- | --------------------------------- | --------------------------------- | --------------------------------- | --------------------------------- | --------------------------------- | --------------------------------- |
| 1992     | OFC tagállam nem kapott meghívást | OFC tagállam nem kapott meghívást | OFC tagállam nem kapott meghívást | OFC tagállam nem kapott meghívást | OFC tagállam nem kapott meghívást | OFC tagállam nem kapott meghívást | OFC tagállam nem kapott meghívást | OFC tagállam nem kapott meghívást |
| 1995     | OFC tagállam nem kapott meghívást | OFC tagállam nem kapott meghívást | OFC tagállam nem kapott meghívást | OFC tagállam nem kapott meghívást | OFC tagállam nem kapott meghívást | OFC tagállam nem kapott meghívást | OFC tagállam nem kapott meghívást | OFC tagállam nem kapott meghívást |
| 1997     | Nem jutott be                     | Nem jutott be                     | Nem jutott be                     | Nem jutott be                     | Nem jutott be                     | Nem jutott be                     | Nem jutott be                     | Nem jutott be                     |
| 1999     | Csoportkör                        | 8.                                | 3                                 | 0                                 | 0                                 | 3                                 | 1                                 | 6                                 |
| 2001     | Nem jutott be                     | Nem jutott be                     | Nem jutott be                     | Nem jutott be                     | Nem jutott be                     | Nem jutott be                     | Nem jutott be                     | Nem jutott be                     |
| 2003     | Csoportkör                        | 8.                                | 3                                 | 0                                 | 0                                 | 3                                 | 1                                 | 11                                |
| 2005     | Nem jutott be                     | Nem jutott be                     | Nem jutott be                     | Nem jutott be                     | Nem jutott be                     | Nem jutott be                     | Nem jutott be                     | Nem jutott be                     |
| 2009     | Csoportkör                        | 8.                                | 3                                 | 0                                 | 1                                 | 2                                 | 0                                 | 7                                 |
| 2013     | Nem jutott be                     | Nem jutott be                     | Nem jutott be                     | Nem jutott be                     | Nem jutott be                     | Nem jutott be                     | Nem jutott be                     | Nem jutott be                     |
| 2017     | Csoportkör                        | 8.                                | 3                                 | 0                                 | 0                                 | 3                                 | 1                                 | 8                                 |
| Összesen | Csoportkör                        | 4/10                              | 12                                | 0                                 | 1                                 | 11                                | 3                                 | 32                                |

### OFC-nemzetek kupája-szereplés
| Év       | Eredmény    | Hely  | M  | Gy | D | V | Rg  | Kg |
| -------- | ----------- | ----- | -- | -- | - | - | --- | -- |
| 1973     | Győztes     | 1.    | 5  | 4  | 1 | 0 | 13  | 4  |
| 1980     | Csoportkör  | 5.    | 3  | 1  | 0 | 2 | 7   | 8  |
| 1996     | Bronzérmes  | 3.    | 2  | 0  | 1 | 1 | 0   | 3  |
| 1998     | Aranyérmes  | 1.    | 4  | 4  | 0 | 0 | 11  | 1  |
| 2000     | Ezüstérmes  | 2.    | 4  | 3  | 0 | 1 | 7   | 3  |
| 2002     | Aranyérmes  | 1.    | 5  | 5  | 0 | 0 | 23  | 2  |
| 2004     | Bronzérmes  | 3.    | 5  | 3  | 0 | 2 | 17  | 5  |
| 2008     | Aranyérmes  | 1.    | 6  | 5  | 0 | 1 | 14  | 5  |
| 2012     | Bronzérmes  | 3.    | 5  | 3  | 1 | 1 | 8   | 7  |
| 2016     | Aranyérmes  | 1.    | 5  | 4  | 1 | 0 | 10  | 1  |
| Összesen | 4 aranyérem | 10/10 | 44 | 32 | 4 | 8 | 110 | 39 |

## Mezek a válogatott története során
Az Új-zélandi labdarúgó-válogatott hagyományos szerelése fehér mez, fehér nadrág és fehér sportszár. A váltómez leggyakrabban egyszínű fekete szerelés.

### Első számú
|  | 1982 | 1998 | 1999 | 2003 | 2004 | 2009 | 2010 | 2017 | 2018 | 2020 |

### Váltómez
|  | 1982 | 1999 | 2003 | 2008 | 2009 | 2010 | 2017 | 2018 | 2020 |

## Játékosok

### A legtöbb válogatottsággal rendelkező játékosok
Az adatok 2022. november 1. állapotoknak felelnek meg.
- A még aktív játékosok (félkövérrel) vannak megjelölve.

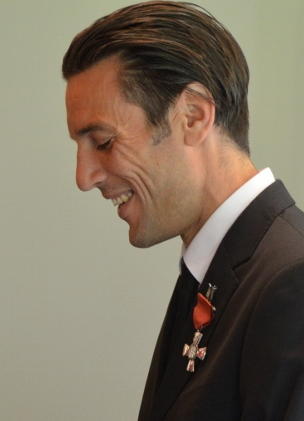
Ivan Vicelich a válogatottsági rekorder 88 mérkőzéssel.

| Rank | Játékos        | Mérkőzés | Gólok | Időszak   |
| ---- | -------------- | -------- | ----- | --------- |
| 1    | Ivan Vicelich  | 88       | 6     | 1995–2013 |
| 2    | Chris Wood     | 70       | 33    | 2009–     |
| 3    | Simon Elliott  | 69       | 6     | 1995–2011 |
| 4    | Vaughan Coveny | 64       | 29    | 1992–2006 |
| 5    | Ricki Herbert  | 61       | 7     | 1980–1989 |
| 6    | Chris Jackson  | 60       | 10    | 1992–2003 |
| 7    | Brian Turner   | 59       | 21    | 1967–1982 |
| 8    | Duncan Cole    | 58       | 4     | 1978–1988 |
| 8    | Steve Sumner   | 58       | 22    | 1976–1988 |
| 10   | Shane Smeltz   | 57       | 24    | 2003–2017 |
| 10   | Chris Zoricich | 57       | 1     | 1988–2003 |

### A válogatottban legtöbb gólt szerző játékosok
Az adatok 2022. november 1. állapotoknak felelnek meg.
- A még aktív játékosok (félkövérrel) vannak megjelölve.

Chris Wood a válogatott történetének legeredményesebb játékosa 33 góllal.

| #  | Játékos          | Gólok | Mérkőzés | Arány | Időszak   |
| -- | ---------------- | ----- | -------- | ----- | --------- |
| 1  | Chris Wood       | 33    | 70       | 0.47  | 2009–     |
| 2  | Vaughan Coveny   | 29    | 64       | 0.45  | 1992–2006 |
| 3  | Shane Smeltz     | 24    | 57       | 0.42  | 2003–2017 |
| 4  | Steve Sumner     | 22    | 58       | 0.38  | 1976–1988 |
| 5  | Brian Turner     | 21    | 59       | 0.36  | 1967–1982 |
| 6  | Jock Newall      | 17    | 10       | 1.7   | 1951–1952 |
| 7  | Keith Nelson     | 16    | 20       | 0.8   | 1977–1983 |
| 7  | Chris Killen     | 16    | 48       | 0.33  | 2000–2013 |
| 9  | Grant Turner     | 15    | 42       | 0.36  | 1980–1988 |
| 10 | Wynton Rufer     | 12    | 23       | 0.52  | 1980–1997 |
| 10 | Darren McClennan | 12    | 43       | 0.28  | 1986–1997 |
| 10 | Michael McGarry  | 12    | 54       | 0.22  | 1986–1997 |

### Ismertebb játékosok
| - Phil Abraham - Ken Armstrong - Leo Bertos - Christian Bouckenooghe - Jeremy Brockie - Tim Brown - Vaughan Coveny - Raf de Gregorio - Simon Elliott - Ceri Evans - Adrian Elrick | - Danny Hay - Noah Hickey - Bill Hume - Chris Jackson - Chris James - Chris Killen - Tony Lochhead - Glen Moss - David Mulligan - Ryan Nelsen - Steven Old | - Duncan Oughton - Mark Paston - Wynton Rufer - Steve Sumner - Brian Turner - Grant Turner - Ivan Vicelich - Colin Walker - Billy Walsh - Steve Wooddin - Chris Zoricich |

## Szövetségi kapitányok
A következő lista tartalmazza az új-zélandi labdarúgó-válogatott összes szövetségi kapitányát 1957-től.
A megbízott szövetségi kapitányok dőlt betűvel vannak jelölve.
| - Ken Armstrong (1957–1964) - Schwanner János (1967–1968) - Ljubiša Broćić (1969) - Barrie Truman (1970–1976) - Wally Hughes (1977–1978) - John Adshead (1979–1982) - Allan Jones (1983–1984) | - Kevin Fallon (1985–1988) - John Adshead (1989) - Ian Marshall (1990–1993) - Bobby Clark (1994–1995) - Keith Pritchett (1996–1997) - Joe McGrath (1997–1998) - Ken Dugdale (1998–2002) | - Mick Waitt (2002–2004) - Ricki Herbert (2005–2013) - Neil Emblen (2014) - Anthony Hudson (2014–2017) - Fritz Schmid (2018–2019) - Danny Hay (2019–) |

## Lásd még
- Új-zélandi női labdarúgó-válogatott